# Belgiens håndboldlandshold (damer)
Belgiens håndboldlandshold for mænd er det kvindelige landshold i håndbold for Belgien. Det repræsenterer landet i internationale håndboldturneringer. Siden, 2006 har holdet, ikke spillet en eneste international kamp.